# José Bravo Domínguez
José Bravo Domínguez, meglio noto come Bravo (Ceuta, 18 febbraio 1916 – 1º febbraio 1993), è stato un calciatore spagnolo, di ruolo attaccante.

## Palmarès

### Club

#### Competizioni nazionali
- Campionato spagnolo: 2

Barcellona: 1944-1945, 1947-1948
- Coppa di Spagna: 1

Barcellona: 1942
- Coppa Eva Duarte: 1

Barcellona: 1947-1948